# Indricotherium
Indricotherium (volledige naam: Indricotherium transouralicum, ook wel Baluchitherium genoemd) is een geslacht van reusachtige uitgestorven zoogdieren dat leefde in Azië gedurende het Oligoceen. Het behoorde tot de neushoornachtigen maar had geen hoorn zoals de hedendaagse neushoorns.
Het was een herbivoor, die de bladeren en takken van hoge bomen afgraasde. Gefossiliseerde botten van Indricotherium zijn gevonden in Centraal-Azië.

## Kenmerken
Indricotherium wordt beschouwd als het grootste zoogdier dat ooit op het land heeft geleefd. Volgroeide exemplaren hadden een schouderhoogte van 5,5 meter en een lengte van 8,5 meter en wogen ongeveer twintig ton. De schedel was ongeveer 1,4 meter lang. De poten waren lang en massief, vergelijkbaar met die van de hedendaagse olifant.

## Naam
De naam Baluchitherium, die letterlijk 'Het beest van Beloetsjistan' betekent, is genoemd naar deze streek. De naam Baluchitherium is later gegeven dan Indricotherium. Aangezien binnen de paleontologie de eerste naam altijd geldt, is Baluchitherium niet meer dan een synoniem. Sommigen zeggen dat Indricotherium gelijkstaat aan Paraceratherium. In dit geval telt de laatste naam, omdat die het eerst behandeld is (in 1911).
De naam Indricotherium is afgeleid van het Russische mythologische beest Indrik. Dit zou een eenhoorn kunnen zijn.